# Частоозерський округ
Частоозе́рський округ (рос. Частоозерский округ) — адміністративна одиниця, муніципальний округ Курганської області Російської Федерації.
Адміністративний центр — село Частоозер'є.

## Населення
Населення району становить 4995 осіб (2021; 5924 у 2010, 7762 у 2002).

## Історія
Частоозерський район у складі Ішимського округу Уральської області був утворений 3 листопада 1923 року. До його складу увійшли 12 сільрад: Біляковська, Бутиринська, Волчинська, Долговська, Леб'яжинська, Ліхановська, Новотроїцька, Сивковська, Частоозерська, Чебачинська, Чердинцевська та Шестаковська.
1934 року район увійшов до складу новоутвореної Челябінської області, 1943 року — до складу Курганської області. 1963 року район був ліквідований, територія увійшла до складу Петуховського району. Відновлено Частоозерський район 1972 року.
2004 року район перетворено в Частоозерський муніципальний район, усі сільські ради перетворено в сільські поселення зі збереженням старих назв. 20 вересня 2018 року були ліквідовані Ліхановська сільська рада (територія приєднана до складу Частоозерської сільської ради) та Чердинцевська сільська рада (територія приєднана до складу Бутирінської сільської ради).
29 грудня 2021 року район був перетворений в Частоозерський муніципальний округ, при цьому були ліквідовані усі сільські поселення:
| Поселення                                  | Площа, км² | Населення, осіб (2002) | Населення, осіб (2010) | Населення, осіб (2021) | Населені пункти                                                                  |
| ------------------------------------------ | ---------- | ---------------------- | ---------------------- | ---------------------- | -------------------------------------------------------------------------------- |
| Біляковська сільська рада                  | 213,83     | 489                    | 312                    | 180                    | село Біляковське, присілок Песьяне                                               |
| Бутирінська сільська рада                  | 340,73     | 517                    | 320                    | 349                    | село Бутиріно, присілок Чебач'є; село Чердинцево, присілки Карасьє (з 2018 року) |
| Восточна сільська рада                     | 215,20     | 888                    | 631                    | 444                    | село Восточне, присілки Волче, Окуневка                                          |
| Довгівська сільська рада                   | 197,58     | 741                    | 509                    | 422                    | село Довгі, присілки Малодовгі, Песьяне                                          |
| Ліхановська сільська рада (до 2018 року)   | 129,82     | 164                    | 74                     | -                      | село Ліханово                                                                    |
| Новотроїцька сільська рада                 | 263,73     | 708                    | 435                    | 233                    | село Новотроїцьке, присілки Гомзіно, Шестаково                                   |
| Сивковська сільська рада                   | 323,59     | 732                    | 430                    | 288                    | село Сивково, присілки Леб'яже, Журавльовка                                      |
| Частоозерська сільська рада                | 371,22     | 3227                   | 3035                   | 3079                   | село Частоозер'є, присілки Денисова, Казанцево; село Ліханово (з 2018 року)      |
| Чердинцевська сільська рада (до 2018 року) | 146,72     | 296                    | 178                    | -                      | село Чердинцево, присілок Карасьє                                                |

## Населені пункти
| №  | Населений пункт                    | Населення, осіб (2002) | Населення, осіб (2010) |
| -- | ---------------------------------- | ---------------------- | ---------------------- |
| 1  | Біляковське, село                  | 451                    | 283                    |
| 2  | Бутиріно, село                     | 395                    | 273                    |
| 3  | Волче, присілок                    | 175                    | 122                    |
| 4  | Восточне, село                     | 576                    | 439                    |
| 5  | Гомзіно, присілок                  | 110                    | 58                     |
| 6  | Денисова, присілок                 | 267                    | 230                    |
| 7  | Довгі, село                        | 418                    | 356                    |
| 8  | Журавльовка, присілок              | 54                     | 23                     |
| 9  | Казанцево, присілок                | 117                    | 56                     |
| 10 | Карасьє, присілок                  | 40                     | 7                      |
| 11 | Леб'яже, присілок                  | 172                    | 58                     |
| 12 | Ліханово, село                     | 164                    | 74                     |
| 13 | Малодовгі, присілок                | 165                    | 56                     |
| 14 | Новотроїцьке, село                 | 469                    | 309                    |
| 15 | Окуневка, присілок                 | 137                    | 70                     |
| 16 | Песьяне (Біляковська ср), присілок | 38                     | 29                     |
| 17 | Песьяне (Довгівська ср), присілок  | 158                    | 97                     |
| 18 | Сивково, село                      | 506                    | 349                    |
| 19 | Частоозер'є, село                  | 2843                   | 2749                   |
| 20 | Чебач'є, присілок                  | 122                    | 47                     |
| 21 | Чердинцево, село                   | 256                    | 171                    |
| 22 | Шестаково, присілок                | 129                    | 68                     |